# Oreodera wappesi
Oreodera wappesi là một loài bọ cánh cứng trong họ Cerambycidae.